# Ard Schenk
Adrianus „Ard“ Schenk (* 16. September 1944 in Anna Paulowna, Noord-Holland) ist ein ehemaliger niederländischer Eisschnellläufer. Mit drei Olympiasiegen und drei Titeln bei den Mehrkampfweltmeisterschaften gehört er zu den erfolgreichsten Eisschnellläufern der Geschichte.

## Werdegang
Nach dem Gewinn von zwei Bronzemedaillen und zwei Silbermedaillen bei Mehrkampfweltmeisterschaften wurde Ard Schenk im Jahr 1970 in Oslo erstmals Weltmeister im Mehrkampf. Er verteidigte diesen Titel im Jahr darauf in Göteborg und wiederholte den Titelgewinn auch 1972 in Oslo. Bei seinem letzten Triumph siegte Schenk sogar, als erster Eisschnellläufer seit 1912, über sämtliche vier Distanzen.
In den Jahren 1966, 1970 und 1972 wurde Schenk Mehrkampfeuropameister.
Bei den Olympischen Spielen 1968 in Grenoble gewann er mit Silber über 1500 Meter seine erste olympische Medaille. Vier Jahre später siegte Schenk in Sapporo auf drei von vier Strecken. Er wurde Olympiasieger über 1500, 5000 und 10.000 Meter. Lediglich im 500-Meter-Rennen konnte der Niederländer aufgrund eines Sturzes keine Medaille erringen.
Im Anschluss an die Olympischen Winterspiele 1972 wechselte Schenk ins Profilager. Nach Ende seiner aktiven Laufbahn wurde er Mitglied des Technischen Komitees der Sparte Eisschnelllauf bei der Internationalen Eislaufunion.
Ard Schenk stellte während seiner Laufbahn 18 Weltrekorde auf, mehr als jeder männliche Eisschnellläufer in der Geschichte. 1972 hielt er sämtliche Weltrekorde mit Ausnahme der 500 Meter. Als erster Eisschnellläufer lief er die 10.000 Meter unter 15 Minuten und die 1500 Meter in weniger als zwei Minuten.
Schenk führte den Adelskalender zwischen 1966 und 1976 für sechs Jahre und 58 Tage an. Sein Höchstwert betrug 166,241 Punkte.
In den Jahren 1970 bis 1972 wurde Schenk mit der Oscar Mathisen Memorial Trophy ausgezeichnet. 1966, 1970, 1971 und 1972 wurde er zum Sportler des Jahres der Niederlande gewählt.

## Weblinks

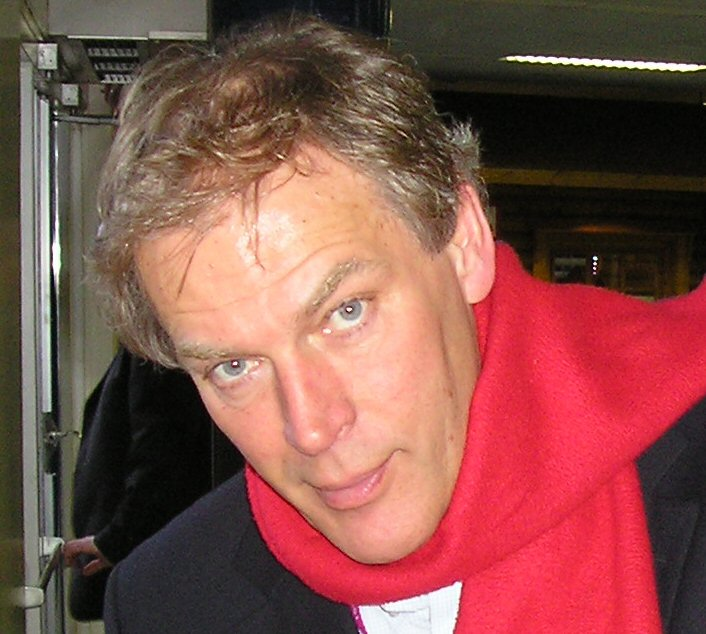
Schenk im März 2006 in Heerenveen

## Persönliche Bestzeiten
| Strecke  | Zeit          | Datum            | Ort    |
| -------- | ------------- | ---------------- | ------ |
| 500 m    | 38,9 s        | 15. Januar 1971  | Davos  |
| 1000 m   | 1:18,8 min¹   | 20. Februar 1971 | Inzell |
| 1500 m   | 1:58,7 min¹   | 16. Januar 1971  | Davos  |
| 3000 m   | 4:08,3 min¹   | 2. März 1972     | Inzell |
| 5000 m   | 7:09,8 min¹   | 4. März 1972     | Inzell |
| 10.000 m | 14:55,9 min 1 | 14. März 1971    | Inzell |

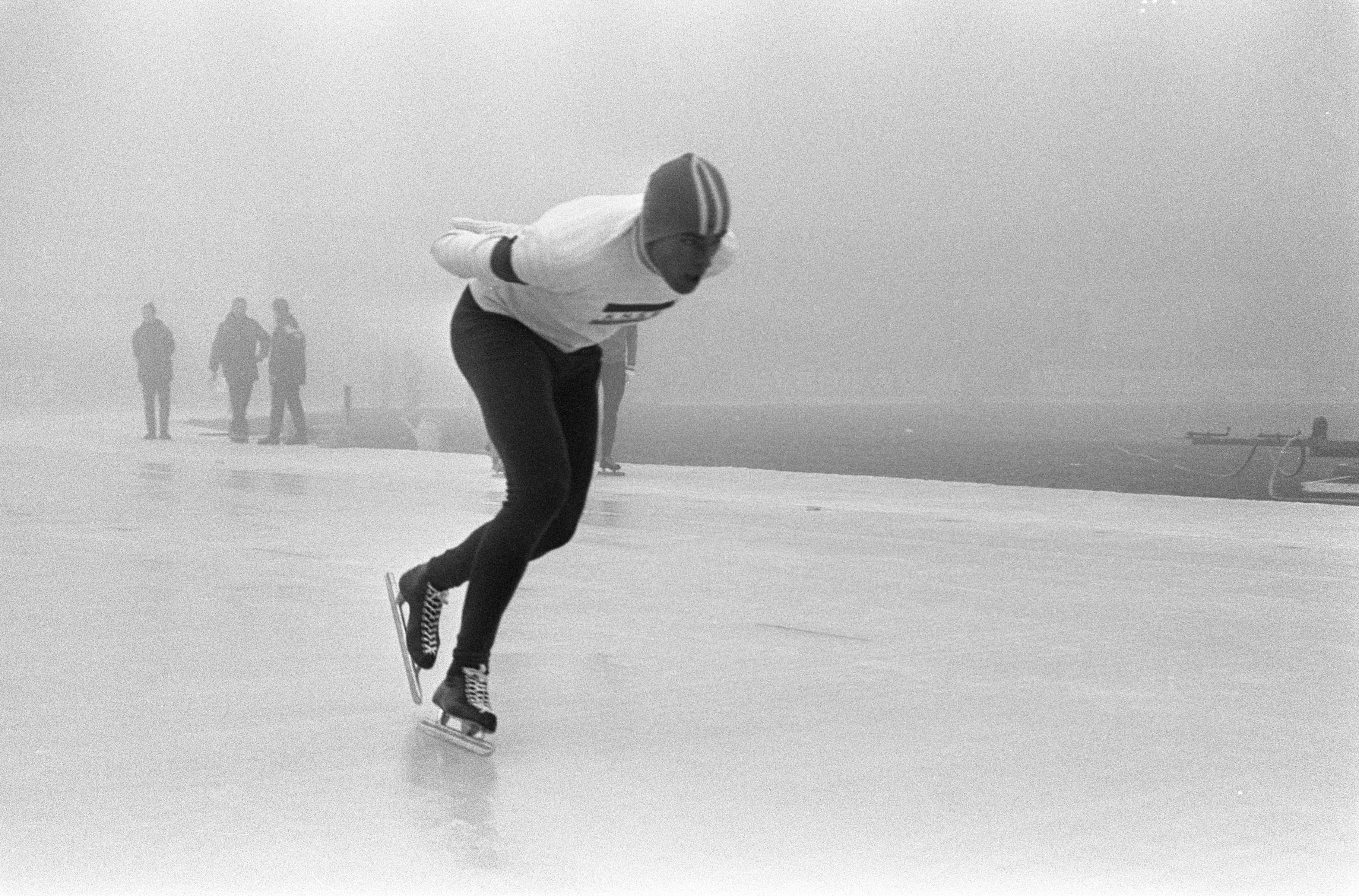
Schenk (Deventer, 1965)
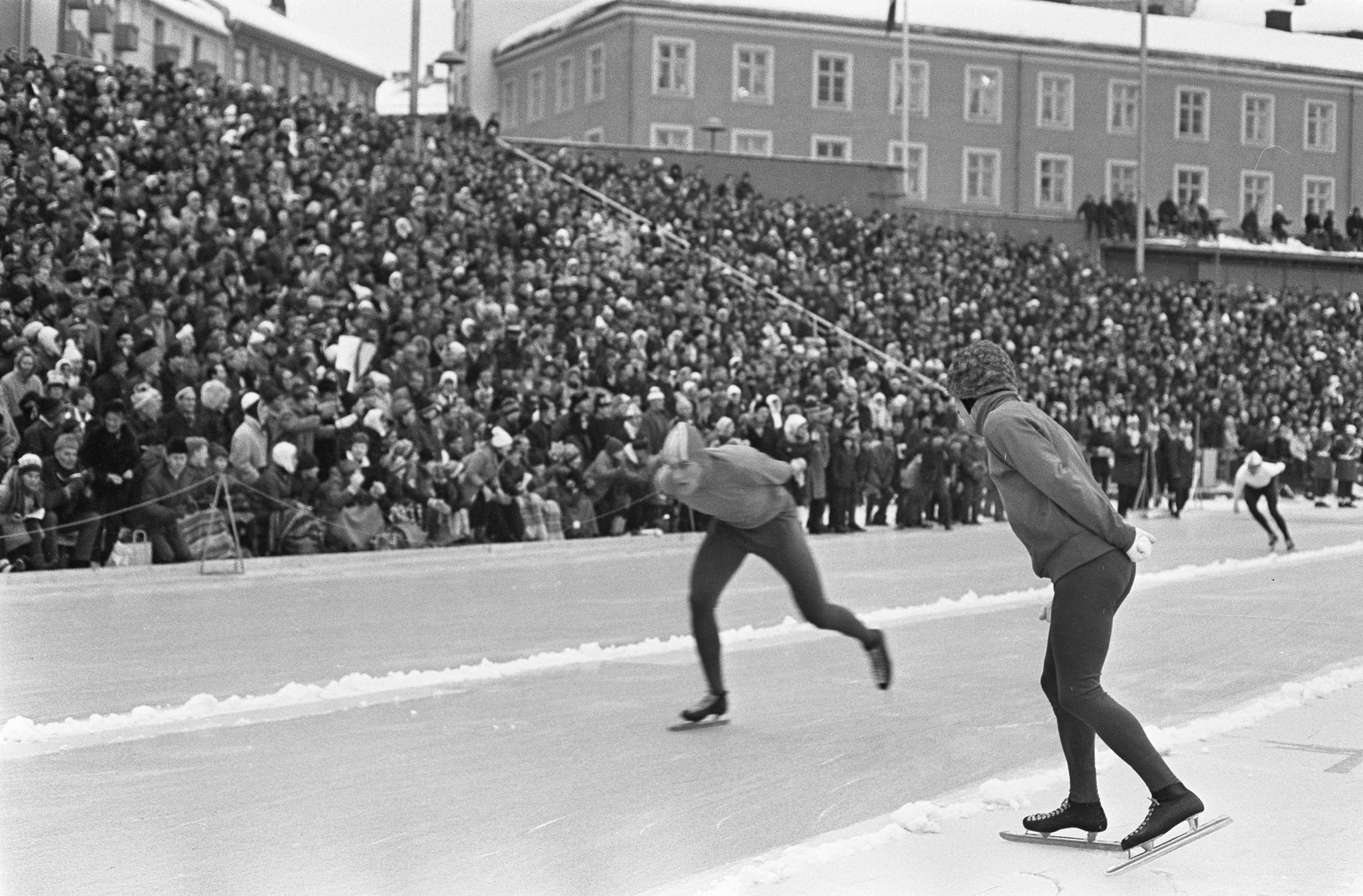
Schenk (Oslo, 1967)
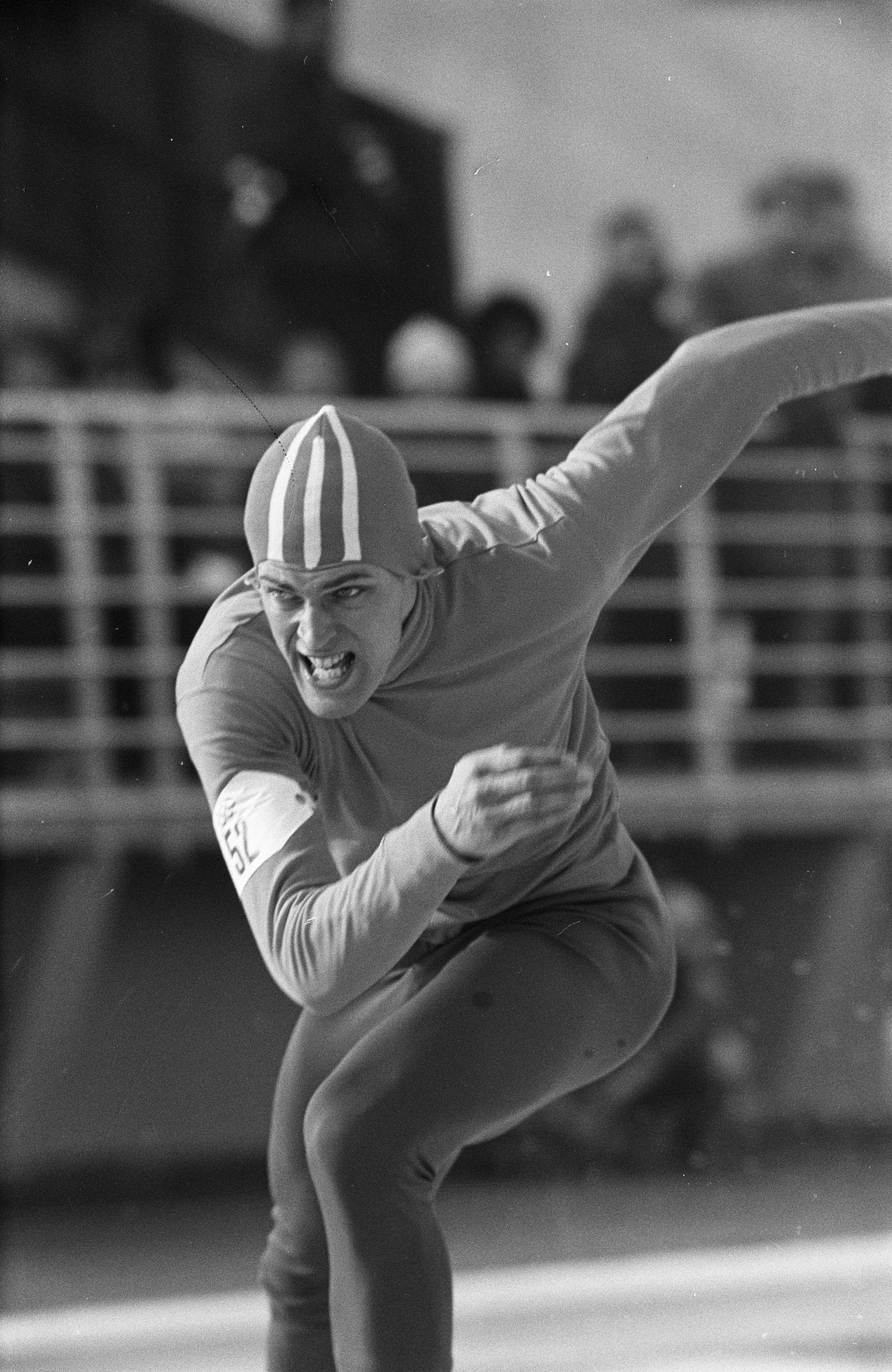
Schenk (Grenoble, 1968)